# Hospital La Candelaria (Tranvía de Tenerife)
La parada Hospital La Candelaria (cuyo callsing, o nombre de llamada, es Hospital Universitario La Candelaria) es la 11.ª estación de la línea 1 del Tranvía de Tenerife desde el Intercambiador y la 9.ª desde La Trinidad, situada justo enfrente del Hospital Universitario Nuestra Señora de Candelaria, del cual deriva su nombre. Es una parada con andén central y, junto con la parada Príncipes de España, es la única que tiene dos marquesinas con andén central, debido al ancho de la avenida en la que está situada. Se localiza en la avenida Príncipes de España, en el distrito santacrucero Ofra-Costa Sur.
Se inauguró el 2 de julio de 2007, junto con todas las de la línea 1.

## Accesos
- Avenida Príncipes de España, pares
- Avenida Príncipes de España, impares

## Líneas y conexiones

### Tranvía
| Línea | Origen         | Destino     |
| ----- | -------------- | ----------- |
|       | Intercambiador | La Trinidad |

## Lugares próximos de interés
- Hospital Universitario Nuestra Señora de Candelaria
- IES Politécnico Virgen de la Candelaria

- Datos: Q5902722
- Multimedia: Hospital La Candelaria (Tranvía de Tenerife) / Q5902722